# Бенинг, Арвид Либорьевич
Арвид Либорьевич Бенинг (7 (19) февраля 1890 (по другим данным — 7 декабря 1890), Усть-Кулалинка, Саратовская губерния — 6 августа 1943, Ташкент) — русский и советский учёный, гидробиолог, ихтиолог, зоолог. Доктор философии Лейпцигского университета, профессор.
Долгие годы был руководителем Волжской биологической станции, занимался исследованием фауны Волги и её основных притоков, многие исследования биоценозов Волги им проводились впервые. Его работы по экологии Волги являются в настоящее время отправным пунктом при изучении антропогенных изменений в бассейне Волги после её регулирования. Фактически Бенинг является основоположником экологии Волжского бассейна, он автор до настоящего времени используемой схемы подразделения групп биоценозов в реках. Занимался координацией гидробиологических исследований Волжского бассейна, был организатором научных исследований на Чёрном море, активным исследователем фауны Каспийского и Аральского морей, а также озера Севан. Был редактором единственного в стране научного журнала, посвящённого гидробиологии, за небольшой срок получившего признание в СССР и Европе.
Был репрессирован, скончался в заключении. В его честь названы род и вид насекомых.

## Биография
Родился в немецкой колонии Усть-Кулалинка (ныне село Галка Камышинского района Волгоградской области). Отец — Либориус Эдуард Герборд Бенинг (3 декабря 1862, колония Сарата, Бессарабия — 26 марта 1933, Саратов) — был евангелическо-лютеранским пастором Кулалинского прихода, насчитывавшего более 16 тысяч человек. Во время голода в Поволжье 1920—1922 годов занимался организацией помощи голодающим, являлся координатором работы шведского Красного Креста и Национального лютеранского совета, занимавшегося доставкой продовольствия.
Сперва Арвид получал домашнее образование, затем, в 1901 году, поступил во второй класс Саратовской мужской гимназии, которую закончил в 1908 году. С детства проявлял интерес к естествознанию, к окончанию школы собрал большую коллекцию насекомых, в основном бабочек, пойманных в Нижнем Поволжье. Коллекция, по признанию энтомолога В. В. Совинского, имела определённое научное значение. В том же 1908 году Бенинг совершил путешествие, сначала по Волге до Нижнего Новгорода, затем от Самары до Ташкента, а оттуда по Среднеазиатской железной дороге до Каспийского моря.
Осенью 1908 года Бенинг поступил на естественно-историческое отделение философского факультета Лейпцигского университета. Занимался у профессоров зоологии К. Куна и Р. Вольтерека, профессоров ботаники В. Пфеффера и геологии — Кредвера. Во время обучения дважды участвовал в научных экспедициях: в 1910 году месяц провёл на гидробиологической станции на озере Лунцер-Зе в Австрии и осенью того же года на рыболовном судне ходил по Северному морю, изучая представителей фауны и способы их лова. Летом того же года на каникулах приехал в Саратов, где работал в лаборатории Волжской биологической станции, открытой ещё в 1900 году.
Успешно защитив диссертацию, посвящённую листоногим ракообразным, и сдав устный экзамен по зоологии, ботанике и геологии, летом 1911 года Арвид Бенинг получил степень доктора философии. Осенью того же года работал на гидробиологической станции в Швейцарии, в Люцерне, на Фирвальдштетском и соседних озёрах. По возвращении в Лейпциг занимался обработкой результатов глубоководных экспедиций. Весной 1912 года уехал в Данию, где месяц проработал на Датской гидробиологической станции под руководством доктора Вазенберг-Лунда, после чего вернулся в Россию, проехав через Швецию и Финляндию.
Вернувшись в Россию и решив посвятить себя изучению Волги, в апреле 1912 года Арвид Либорьевич возглавил Волжскую биологическую станцию, на которой, как он позднее писал, «протекали лучшие годы его жизни».
Бенингу удалось удачно организовать работу станции. Тогда на ней работало 12 человек, многие из которых впоследствии стали известными гидробиологами, например, А. Н. Липин, И. Ф. Правдин, В. А. Раушенбах. Станция незадолго до этого получила собственное здание, но не имела постоянного бюджета и содержалась на средства Общества естествоиспытателей, поступающие от частных пожертвований, работа директора станции не оплачивалась и велась на добровольных началах, так что Бенингу пришлось зарабатывать на жизнь «путём службы где-либо на стороне». Несмотря на подобные довольно стеснённые условия уже в том же 1912 году были описаны новые находки фауны Волги, разработаны новые методы исследования. К изысканиям были привлечены учителя-краеведы, которым был поручен систематический сбор планктона. Результаты таких сборов поступали на станцию, давая возможность изучать речной планктон на всём протяжении Волги. Кроме этого, только за первые полгода работы Бенинга было проведено более 50 экспедиций. Велись исследования по изучения притоков Волги. Результаты этих исследований публиковались под общим заголовком «Материалы по гидрофауне придаточных систем р. Волги». Как писал Бенинг в 1913 году, он был намерен «дать фаунистическое описание некоторых различных и по возможности характерных притоков Волги, причём, конечно, выбор исследуемых в этом отношении рек и подробность самого исследования будут зависеть от возможности их исследования и находящихся в моём распоряжении времени и средств. Не зная фауны придаточных вод, — так сказать, её исходную фауну, — нельзя, конечно, и судить о фауне главной реки, о конечной фауне».
Первая мировая война заметно сократила число исследований, хотя из опубликованного отчёта о работе Станции за период 1914—1917 годов видно, что работа не прерывалась. К 1917 году были проведены исследования фауны Большого Иргиза, Оки, Самары, Камы, Еруслана, хотя до революции 1917 года были опубликованы данные только по Большому Иргизу. Установление советской власти заметно изменило состояние дел на биостанции. Она стала одним из учреждений Наркомпроса, получив постоянное содержание и определённое штатное расписание. Бенинг был утверждён на посту её директора.
Летом 1921 года Бенинг выдвинул идею создания при «Обществе исследователей воды и её жизни», фактически являвшемся всероссийским гидробиологическим обществом, научного журнала. Проделав большую работу по привлечению авторов, изысканию средств на издание, сбору информации и подготовке журнала к выходу, Бенинг смог выпустить первый номер «Русского гидробиологического журнала» 7 декабря 1921 года. На всероссийской конференции научных обществ по изучению местного края, проходившей в Москве 10—20 декабря 1921 года, Бенинг выступил с докладом «Об издании гидробиологического журнала и определителей пресноводных организмов». По 1929 год он оставался бессменным редактором журнала, большая часть статей писалась по его инициативе или по его совету. Всю переписку с авторами Бенинг вёл лично лишь с небольшим числом помощников. Журнал стал одним из авторитетнейших гидробиологических журналов в мире.
Ещё одним направлением работы Арвида Либорьевича была координация гидробиологических исследований бассейна Волги. Его помощь сыграла большую роль в создании в Муроме в 1918 году Окской биологической станции. На той же московской конференции 1921 года он выступил с докладом и по этой теме: «Объединение деятельности станций волжского бассейна». Бенинг также составил проект Новороссийской морской биологической станции и лично передал его в городской музей природы и истории Черноморского побережья Кавказа, а после воплощения проекта в жизнь несколько лет печатал материалы Новороссийской биостанции в «Русском гидробиологическом журнале».
Несмотря на подобную загруженность, Бенинг продолжал и научные исследования. В отчёте о работе биостанции за 1921 год он писал:

Помимо работ, непосредственно связанных с заведованием Станцией и редактированием издаваемого при ней русского гидробиологического журнала, занимался следующими специальными работами: продолжал обрабатывать планктонные сборы (качественные и количественные) из бассейна р. Волги; продолжал изучение каспийских иммигрантов; обработал гидрофауну «озера» Елгуши; изучал биологию стерляди, интересовался количественным определением придонной фауны.
Материалы для исследований были получены в ходе экспедиции 1921 года в дельту Волги на баркасе «Рыбовод Врасский» и длительной экспедиции 1922 года. В ходе последней экскурсионный баркас станции «Натуралист» прошёл более 4000 километров от истоков до дельты Волги. Были собраны гидробиологические и гидрологические материалы на 70 различных участках. Бенинг полагал, что «жизнь организмов определённых биоценозов зависит от окружающей их среды», и занимался исследованием планктона, нектона, нейстона, бентоса и перифитона Волги и устьев её главнейших притоков. Термин «перифитон» собственно и был предложен Бенингом для обозначения совокупности организмов, обрастающих «введённые в воду человеком предметы». В ходе экспедиции была разработана единая методика отбора проб в реках на станциях наблюдения.
Под руководством Бенинга проводились гидрологические, гидрохимические и гидробиологические исследования. На основании анализа собранных грунтов для района Саратова была составлена карта, иллюстрирующая их распределение. Гидробиологические работы позволили дать общую картину растительности и животных организмов данного района; изучены отдельные биотопы реки. Были изучены планктон и бентос бассейна Волги, систематическая и сравнительная морфология Cladocera и Gammaridae Волги, а также биология стерляди.
Для полноценной обработки собранных материалов Бенинг поддерживал тесные связи с учёными различных специальностей, в том числе и за рубежом. В 1922 и 1923 годах он выезжал в командировки в Германию и Данию. В 1928 году вновь выезжал в Гамбург, Берлин, Рим. Бенинг был участником 2-го конгресса международного объединения деятелей теоретической и прикладной лимнологии, состоя в его президиуме.
С 1924 по 1929 год Бенинг являлся действительным членом Южно-Волжского краевого научно-исследовательского института Саратовского государственного университета (кафедры зоологии), в 1926—1929 годах — профессором, заведующим кафедрой зоологии Саратовского института сельского хозяйства и мелиорации. Читал курсы общей зоологии и зоологии беспозвоночных. На Волжской биостанции проходили практику многие студенты-биологи из различных вузов.
В 1929 году жизнь Бенинга сильно изменилась: он переехал в Ленинград. М. М. Левашов писал, что это было сделано для получения доступа к коллекциям Зоологического института АН СССР для углубленного изучения гидрофауны. Другой возможной причиной указывают трагедию в личной жизни — потерю любимого сына. В Ленинграде Бенинг занимался обработкой коллекций ракообразных в Зоологическом институте, в частности, им обработаны малоизученные морские пелагические амфиподы Hyperiidea из дальневосточных морей. Также с 1929 года Бенинг был заведующим отделом пресных вод Института рыбного хозяйства ВАСХНИЛ, с 1930 года — профессором гидробиологии Ленинградского рыбохозяйственного техникума.
14 декабря 1930 года А. Л. Бенинг был арестован постановлением коллегии ОГПУ и осуждён к высшей мере наказания, которая, впрочем, была заменена на 10 лет тюрьмы (ИТЛ) за участие в контрреволюционной организации. В 1931 году он был писарем в управлении ОГПУ, позднее трудился лаборантом-маляриологом санитарной лаборатории в Акмолинском лагере жён изменников родины (АЛЖИР). В 1932 году, после пересмотра дела, Арвид Бенинг был освобождён.
Поселившись в Аральске, Бенинг активно занялся изучением Аральского моря, опубликовав три работы по гидробиологии водоёма. Собранные им материалы активно использовались и годы спустя, например, в сводке Л. А. Зенкевича (1947), в главе о планктоне и бентосе Аральского моря.
В 1935 году Бенинг вернулся в Ленинград, где в звании старшего гидролога стал заведующим озёрным отделом Государственного гидрологического института, занимался организацией исследования озёр. Основное своё внимание он сосредоточил на биологии Каспийского моря. В письмах он писал, что «постепенно Каспий заставляет забыть родную Волгу». С мая 1934 года Арвид Либорьевич также работал старшим зоологом Зоологического института АН СССР. Поездки на Каспийское море дали возможность побывать на Кавказе. Вскоре по совместительству он стал научным руководителем Севанской биологической станции. Каждое лето он проводил на Кавказе, занимаясь изучением местных водоёмов. При его участии стали издаваться «Труды Севанской биологической станции».
В 1941 году, за несколько дней до начала Великой Отечественной войны, Бенинг вновь отправился на Кавказ в научную экспедицию, возвратиться из которой ему не довелось. Он был снова арестован и осуждён.
6 августа 1943 года Арвид Либорьевич Бенинг скончался в тюремной Ташкентской больнице. Был реабилитирован 23 мая 1960 года Саратовским областным судом.
Предположительно в честь А. Л. Бенинга был назван вид Aedes behningi. Кроме того, имя Бенинга носят и другие таксоны: род Behningia (Lestage, 1930).

## Научные изыскания
Своей специальностью А. Л. Бенинг считал гидробиологию. Специализировался на изучении кладоцер, которым он посвятил большую часть своих публикаций, начиная с диссертации в 1912 году и заканчивая капитальным исследованием «Кладоцеры Кавказа» в 1941 году. Изучал Бенинг и иных ракообразных, например, эндемичные формы бокоплавов Волги, внеся свой вклад в знания об их составе, распространении и особенностях экологии.
В первом номере «Русского гидробиологического журнала» А. Л. Бенингом была предпринята одна из первых попыток создания хронологической таблицы основных событий в гидробиологической науке. Собственно роль Бенинга в издании «Русского гидробиологического журнала», а также журналов «Работы Волжской биологической станции» и «Ежегодник Волжской биологической станции» исключительно велика.
Однако в историю Арвид Либорьевич вошёл в первую очередь как основоположник экологии рек Волжского бассейна. Многие исследования выделенных им биоценозов Волги от её истока до устья, а также волжских притоков, проводились впервые. Его работы, содержавшие множество сведений о состоянии Волги и её биоценозов до её зарегулирования, остаются отправным пунктом при изучении антропогенных изменений в бассейне Волги.
Разработанная Бенингом схема подразделения групп биоценозов в реке вошла в методические руководства и используется в сводных работах, посвящённых биологии рек. Введённый им в оборот термин «перифитон» также используется в гидробиологии. По своему вкладу в гидробиологические исследования рек Волжского бассейна, популяризацию комплексных исследований Волги и её притоков Арвид Либорьевич Бенинг, как отмечает тольяттинский гидробиолог Т. Н. Зинченко, до сих пор остаётся непревзойдённым среди российских учёных.

## Публикации
Первые публикации А. Л. Бенинга выходили на немецком языке в пору его обучения в Лейпцигском университете. Часть работы была посвящена изучению Волги: «Künstliche Sterletenzucht an der Wolga» (Österreichische Fischerei-Zeitung, № 1, 1912), «Artemia salina aus dem Astrachanischen Gouvernement in Russland» (Zool. Anz. Bd. 39, 1912) и другие. В том же 1912 году вышла его статья «О питании стерляди» — первая работа о волжской стерляди.
В 1924 году вышла монография Бенинга «К изучению придонной жизни реки Волги» (1924), ставшая первым фундаментальным трудом по биологии придонной жизни Волги. В ней автор обобщил результаты своих многолетних исследований и работ Волжской биологической станции. Бенинг так писал о своём труде:

Я считаю себя морально обязанным перед всеми лицами, помогавшими собирать и отчасти обрабатывать этот материал и вложившими в это дело немало сил и энергии… Мне хотелось показать нашим молодым исследователям, что Волга, орошающая своим бассейном всю центральную часть Республики, может дать бесконечно богатый, разнообразный и крайне интересный материал для исследования. Поэтому мне кажется, что если сейчас труднее, чем раньше, осуществляются экспедиции и путешествия в дикие, неисследованные места, то это имеет и свою положительную сторону: мы научились ценить окружающую нас природу и убеждаемся, что детальное изучение её также интересно и также много даёт, как это раньше казалось возможным лишь в «неисследованных местах».
В монографию вошли история исследований биологии российских рек, сводка литературы, а также материалы по биологии 15 видов водных растений и около 408 видов животных. Работа была высоко оценена учёным сообществом. Л. С. Берг в своей рецензии писал: «появление этой монографии есть радостное событие для всех, интересующихся природою наших вод… Труд А. Л. Бенинга представляет собою выдающееся явление не только в нашей, но и в западноевропейской зоологической литературе. Из рек Западной Европы подобная, но гораздо менее обстоятельная сводка, имеется для Рейна (Lauterborn, 1916—1918). Ни для какой другой реки, кроме Волги и Рейна, мы подобных трудов не имеем».
Продолжал Бенинг публиковаться и в европейских изданиях. Так, в 1927 году в журнале «Internationale Revue der gesamten Hydrobiologie und Hydrographie» он опубликовал обзор советских биостанций на Чёрном море.
В 1941 году вышло в свет новое капитальное исследование Бенинга «Кладоцеры Кавказа», выполненное как часть работ по изучению фауны Cladocera СССР. Всего же он был автором более 120 работ, посвящённых преимущественно изучению жизни пресных вод. Список важнейших работ A. Л. Бенинга был опубликован в «Бюллетене Института биологии водохранилищ» (1961).

### Избранная библиография
- Biologische Wolga-Station. // Internat. Revue d. ges. Hydrobiol. u. Hydrogr. Bd. III. Heft. 3—4. 1910.
- Hydrobiologischer Demonstration- und Exkursionkurs am Vierwaldstättersee // Zoologischer Anzeiger Leipzig. Bd. 38. 1911.
- Гидробиологический курс на Фирвальдштетском озере. // Биологический журнал. М., 1912, т. II, кн. 3—4, с. 189—194. Отдельный оттиск. М., 1912.
- Künstliche Sterletenzucht an der Wolga // Österreichische Fischerei-Zeitung, № 1, 1912.
- Fischerei und Fischzucht in Russland. Nach N.A. Borodin. Österreichische Fischerei-Zeitung, № 6, 1912.
- Biologische Wolga-Station. // Internat. Revue d. ges. Hydrobiol. u Hydrogr. Bd. V, Heft. 1912.
- О питании стерляди. // Работы Волжской биологической станции, т. IV, № 1, 1912.
- Материалы по гидрофауне придаточных систем р. Волги. I. Материалы по гидрофауне р. Б. Иргиз. // Работы Волжской биологической станции. Саратов, 1913, т. IV. № 4—5, с. 1—50
- К изучению придонной жизни реки Волги. — Саратов: Сарполиграфпром, 1924. — (Монографии Волжской Биологической Станции Саратовского Общества Естествоиспытателей). — 400 экз.
- Двадцать пять лет существования Волжской Биологической Станции // Работы Волжской Биологической Станции. 1925а. Т. 10. № 1—3. С. 1—54. Табл. I—VI.
- Отчёт о деятельности Волжской Биологической Станции за 1924 г. // Там же. 1925б. С. 175—185.
- 25-летний юбилей Волжской Биологической Станции в Саратове // Русский гидробиологический журнал. 1925в. Т. 4. № 3—6. С. 112—113.
- Отчёт о деятельности Волжской Биологической Станции за 1925 год // Работы Волжской Биологической Станции. 1926. Т. 8. № 4—5. С. 269—282.
- О плодовитости стерляди // Известия Саратовского государственного института сельского хозяйства и мелиорации. 1927 г. Вып. 3
- Das Leben der Wolga. Zugleich eine Einführung in die Fluss-Biologie // E. Schweizerbart’sche Verlagsbuchhandlung (Erwin Nägele) G.m.b.H., Stuttgart, 1928
- Гидрологические и гидробиологические материалы к составлению промысловой карты Аральского моря // Труды Аральского отделения ВНИРО. Т. III, 1934 г.
- Материалы к составлению промысловой карты Аральского моря: гидрология, планктон и бентос «Малого моря» // Труды Аральского отделения ВНИРО Т. IV 1935 г.
- Материалы по гидрологии реки Урал // Большая Эльба. Казахский филиал АН КССР. Т. 11. 1938 г., с. 153—253
- Кладоцера Кавказа. — Тбилиси: Грузмедгиз, 1941. — 384 с. — 2000 экз.